# Morzeszczyn (stacja kolejowa)
Morzeszczyn – stacja kolejowa w Morzeszczynie, w województwie pomorskim. Według klasyfikacji PKP ma kategorię dworca lokalnego.

## Ruch pasażerski
| Rok  | Wymiana pasażerska na dobę |
| ---- | -------------------------- |
| 2017 | 200-299                    |
| 2022 | 200-299                    |

## Historia
Kolej dotarła do Morzeszczyna już w 1852 wraz z linią Bydgoszcz – Tczew, która łączyła Bydgoszcz z Królewską Koleją Wschodnią. W 1902 powstała linia kolejowa Morzeszczyn – Gniew, która łączyła z linią kolejową Bydgoszcz – Gdańsk oprócz samego miasta Gniew sieć kolei wąskotorowej docierającej do Gniewu. W 1911 zbudowano drugi tor na odcinku Laskowice Pomorskie – Tczew. W 1969 linia 131 została zelektryfikowana. W 1989 zawieszono ruch pasażerski na linii Morzeszczyn-Gniew, a w 1992 linię zamknięto również dla ruchu towarowego.

## Linia kolejowa
Przez Morzeszczyn przebiega linia 131, która jest magistralą znaczenia państwowego jest dwutorowa, zelektryfikowana, normalnotorowa oraz obecnie zamknięta lokalna jednotorowa, niezelektryfikowana linia 244 Morzeszczyn – Gniew. 

## Pociągi
Przez Morzeszczyn przejeżdża 12 par pociągów osobowych (stan na 2009), łączących Majewo z Gdynią, Tczewem, Bydgoszczą, Inowrocławiem. Pociągi pospieszne i ekspresy przejeżdżają przez Morzeszczyn bez zatrzymywania.

## Infrastruktura
Budynek dworca jest wielobryłowy. Główna część dworca ma dach dwuspadowy, kryty papą. Perony mają nawierzchnie z płyt chodnikowych, perony są nie kryte.